# Cros-de-Géorand
Cros-de-Géorand är en kommun i departementet Ardèche i regionen Auvergne-Rhône-Alpes i sydöstra Frankrike. Kommunen ligger  i kantonen Montpezat-sous-Bauzon som ligger i arrondissementet Largentière. År 2022 hade Cros-de-Géorand 151 invånare.

## Befolkningsutveckling
Antalet invånare i kommunen Cros-de-Géorand
Referens: INSEE